# Yang Jianhou
Yang Jianhou (ou Yang Chien-hou, 楊健侯 ; 1839-1917) était le plus jeune des trois enfants du fondateur du style Yang de Tai Chi Chuan Yang Luchan et lui-même un maître renommé de Tai Chi Chuan à la fin de l'ère Qing.
Jianhou transmit son art à plusieurs élèves dont ses fils, Yang Shao-hou et Yang Chengfu ainsi qu'à des élèves extérieurs à la famille (Zhang Qinlin, Tian Zhaolin, ...).